# Хатія Буніатішвілі
Хатія Буніатішвілі (груз. ხატია ბუნიათიშვილი; *21 червня 1987, Тбілісі) — грузинська піаністка.

## Біографія
Хатія Буніатішвілі почала грати на піаніно під керівництвом своєї матері у віці трьох років. Вона дала свій перший концерт з Камерним оркестром в Тбілісі у віці шести років. З десяти років вона почала давати концерти в Європі, Україні, Вірменії, Ізраїлі та США. 2003 року отримала спеціальний приз на Міжнародному конкурсі молодих піанистів пам'яті В. Горовиця в Києві. Вона закінчила Тбіліську головну музичну школу, а в 2004 році вступила в Тбіліську державну консерваторію.
Буніатішвілі, яка описує фортепіано як «символ музичної самотності», від початку зробила вибір на користь фортепіано замість скрипки, хоча має абсолютний слух. Вона та її сестра разом навчалися грі на фортепіано та разом виступали дуетом вдома.
Буніатішвілі грала з багатьма оркестрами, в тому числі з Паризьким оркестром Паамо Єрві, Лос-Анджеліським симфонічним, Віденським симфонічним, Національним оркестом Франції під керівництвом Даніеля Ґатті та Лондонським філармонічним оркестром. Вона також виконувала камерну музику з такими музикантами як Ґідон Кремер та Рено Капюсон.
В 2010 році вона отримала нагороду Борлетті-Буітоні, а телеканал ВВС включив її до фільму про «Нове покоління музикантів». На Віденській музичній виставці у Концертхаус їй вручили премію ,як відкритю сезону 2011-2012, а в 2012 році її нагородили як найкращого початківця на церемонії «Echo Klassik».
В 2010 році Буніатішвілі підписала ексклюзивний контракт на запис з «Соні Классікал Рекордс». В 2011 випустила свій дебютний альбом до 200-річчя Ференца Ліста, який включав Сонату Сі-мінор, Liebestraum No 3, Кампанелу, Угорську рапсодію No 2, та Мефісто-вальс. «Classic FM» у своєму відгуку про альбом зазначав що: «Буніатішвілі - молода піаністка з величезним темпераментом та технікою, що одразу ж наводить на думку про молоду Марту Аргеріх». Відгук «Грамофона» був більш стриманим. Оглядач журналу Джед Дістлер розкритикував «текстуально та ритмічно розмиту» Liebesträume No. 3 та зауважив, що Соната B Minor у виконані Буніатішвілі «її неврівноважене ритмічне почуття, динамічні прорахунки і загальна відсутність довгострокового планування чітко відстежуються після декількох прослуховувань». Ці слова відносяться до альбому 2012 року, присвяченому Шопенові, де Хатія об'єднала сольні п'єси та Концерт No. 2 фа-мінор у супроводі Паризького оркестру та Пааво Ярві. Гардіан зазначило: "Ця гра йде з самого серця однієї з найзахоплюючий та технічно обдарованих молодих піаністів сьогодення". «Грамофон», навпаки, розкритикував запис Концерту No. 2  Шопена у виконані Хаті за «відсутність рівноваги та перебільшену швидкість». В 2014 році Буніатішвілі випустила свій третій альбом з «Соні Классікал» під назвою «Батьківщина». На відміну від попередніх альбомів, які були присвячені одному окремому композиторові, «Батьківщина» складалася з особисто значимих творів для Хаті, в тому числі музику з її батьківщини - Грузії. Вона присвятила цей альбом своїй матері.